# Еквадор на Светском првенству у атлетици на отвореном 2023.
Еквадор је учествовао на 19. Светском првенству у атлетици на отвореном 2023. одржаном у Будимпешти од 19. до 27. августа деветнаести пут, односно, учествовао је на свим првенствима до данас. Репрезентацију Еквадора представљало је 17 учесника (6 мушкараца и 11 жена) који су се такмичили у 10 дисциплинa (4 мушке и 6 женских).,
На овом првенству Еквадор је по броју освојених медаља делио 27. место са 1 освојеном сребрном медаљом. У табели успешности према броју и пласману такмичара који су учествовали у финалним такмичењима (првих 8 такмичара) Еквадор је са 3 учесника у финалу делио 34. место са 12 бодова.
| Плас. | Земља   | 1. место | 2. место | 3. место | 4. место | 5. место | 6. место | 7. место | 8. место | Бр. финал. | Бод. |
| ----- | ------- | -------- | -------- | -------- | -------- | -------- | -------- | -------- | -------- | ---------- | ---- |
| =34.  | Еквадор | 0        | 1        | 0        | 0        | 0        | 1        | 1        | 0        | 3          | 12   |

## Учесници
| Мушкарци: - Сегундо Јами — Маратон - Брајан Данијел Пинтадо — 20 км ходање, 35 км ходање - Давид Хуртадо — 20 км ходање - Хорди Рафаел Хименез Аробо — 20 км ходање - Андрес Чочо — 35 км ходање - Хуан Каиседо — Бацање диска | Жене: - Анхела Габријела Тенорио — 100 м - Никол Каиседо — 200 м - Силвиа Ортиз — Маратон - Роса Чача — Маратон - Андреа Паола Бониља — Маратон - Гленда Морехон — 20 км ходање - Јохана Ордоњез — 20 км ходање, 35 км ходање - Паула Милена Торес — 20 км ходање - Магали Бонила — 35 км ходање - Карла Јарамиљо — 35 км ходање - Јулеиси Ангуло — Бацање копља |

## Освајачи медаља (1)

### Сребро (1)
- Брајан Данијел Пинтадо — 35 км ходање

## Резултати

### Мушкарци
| Атлетичар                  | Дисциплина   | Лични рекорд | Квалификације       | Квалификације     | Полуфинале | Полуфинале | Финале               | Финале       | Детаљи |
| Атлетичар                  | Дисциплина   | Лични рекорд | Резултат            | Место             | Резултат   | Место      | Резултат             | Место        | Детаљи |
| -------------------------- | ------------ | ------------ | ------------------- | ----------------- | ---------- | ---------- | -------------------- | ------------ | ------ |
| Сегундо Јами               | Маратон      | 2:11:48      |                     |                   |            |            | 2:16:49              | 36 / 60 (85) |        |
| Брајан Данијел Пинтадо     | 20 км ходање | 1:19:05      | 1:18:26 ЛР          | 7 / 47 (50)       |            |            |                      |              |        |
| Давид Хуртадо              | 20 км ходање | 1:18:45      | 1:20:07             | 19 / 47 (50)      |            |            |                      |              |        |
| Хорди Рафаел Хименез Аробо | 20 км ходање | 1:20:45      | 1:20:08 ЛР          | 20 / 47 (50)      |            |            |                      |              |        |
| Брајан Данијел Пинтадо     | 35 км ходање | 2:24:37      | 2:24:34 ЈАР, НР, ЛР |                   |            |            |                      |              |        |
| Андрес Чочо                | 35 км ходање | 2:31:25      | Није завршио трку   | Није завршио трку |            |            |                      |              |        |
| Хуан Каиседо               | Бацање диска | 69,60 НР     | 55,78               | 17. у гр. Б       |            |            | Није се квалификовао | 35 / 35      |        |

### Жене
| Атлетичарка              | Дисциплина   | Лични рекорд | Квалификације      | Квалификације      | Полуфинале            | Полуфинале            | Финале                | Финале       | Детаљи |
| Атлетичарка              | Дисциплина   | Лични рекорд | Резултат           | Место              | Резултат              | Место                 | Резултат              | Место        | Детаљи |
| ------------------------ | ------------ | ------------ | ------------------ | ------------------ | --------------------- | --------------------- | --------------------- | ------------ | ------ |
| Анхела Габријела Тенорио | 100 м        | 10,99 НР     | 11,52              | 6. у гр. 1         | Нису се квалификовале | Нису се квалификовале | Нису се квалификовале | 16 / 54 (56) |        |
| Никол Каиседо            | 200 м        | 22,81        | 23,51              | 7. у гр. 3         | Нису се квалификовале | Нису се квалификовале | Нису се квалификовале | 38 / 44 (45) |        |
| Силвиа Ортиз             | Маратон      | 2:27:36      |                    |                    |                       |                       | 2:35:09               | 29 / 65 (78) |        |
| Роса Чача                | Маратон      | 2:26:34      | 2:42:00            | 51 / 65(78)        |                       |                       |                       |              |        |
| Андреа Паола Бониља      | Маратон      | 2:27:38      | Није завршила трку | Није завршила трку |                       |                       |                       |              |        |
| Гленда Морехон           | 20 км ходање | 1:25:29 НР   | 1:27:40 ЛРС        | 6 / 40 (48)        |                       |                       |                       |              |        |
| Јохана Ордоњез           | 20 км ходање | 1:29:58      | 1:33:58            | 25 / 40 (48)       |                       |                       |                       |              |        |
| Паула Милена Торес       | 20 км ходање | 1:30:34      | 1:38:03            | 38 / 40 (48)       |                       |                       |                       |              |        |
| Магали Бонила            | 35 км ходање | 2:48:46      | 2:47:09            | 9 / 36 (47)        |                       |                       |                       |              |        |
| Јохана Ордонез           | 35 км ходање | 2:49:27      | 2:54:58 ЛРС        | 17 / 36 (47)       |                       |                       |                       |              |        |
| Карла Јарамиљо           | 35 км ходање | 2:54:01      | 3:05:55            | 32 / 36 (47)       |                       |                       |                       |              |        |
| Јулеиси Ангуло           | Бацање копља | 61,10 НР     | 55,27              | 15. у гр. A        |                       |                       | Није се квалификовала | 25 / 34 (36) |        |